# Rudjärv
Rudjärv är en sjö i Överkalix kommun i Norrbotten och ingår i Kalixälvens huvudavrinningsområde. Sjön har en area på 0,257 kvadratkilometer och ligger 53 meter över havet. Rudjärv ligger i Torne och Kalix älvsystem Natura 2000-område.

## Delavrinningsområde
Rudjärv ingår i det delavrinningsområde (739334-181315) som SMHI kallar för Inloppet i Alsjärv. Medelhöjden är 122 meter över havet och ytan är 23,72 kvadratkilometer. Det finns inga avrinningsområden uppströms utan avrinningsområdet är högsta punkten. Vattendraget som avvattnar avrinningsområdet har biflödesordning 3, vilket innebär att vattnet flödar genom totalt 3 vattendrag innan det når havet efter 93 kilometer. Avrinningsområdet består mestadels av skog (84 procent). Avrinningsområdet har 0,26 kvadratkilometer vattenytor vilket ger det en sjöprocent på 1,1 procent.